# Cuba nos Jogos Olímpicos de Verão de 2016
Cuba competiu nos Jogos Olímpicos de Verão de 2016 no Rio de Janeiro, de 5 a 21 de agosto de 2016. Esta foi a vigésima participação do país nos Jogos Olímpicos.

## Competidores

### Por modalidade esportiva
| Esporte           | Masculino | Feminino | Total |
| ----------------- | --------- | -------- | ----- |
| Atletismo         | 26        | 13       | 39    |
| Badminton         | 1         | -        | 1     |
| Boxe              | 10        | -        | 10    |
| Canoagem          | 5         | 1        | 6     |
| Ciclismo          | -         | 3        | 3     |
| Esgrima           | 1         | -        | 1     |
| Ginástica         | 2         | 1        | 3     |
| Halterofilismo    | 1         | 1        | 2     |
| Judô              | 4         | 5        | 9     |
| Lutas             | 10        | -        | 10    |
| Natação           | 1         | 1        | 2     |
| Pentatlo moderno  | 1         | 1        | 2     |
| Remo              | 5         | 2        | 7     |
| Taekwondo         | 1         | -        | 1     |
| Tênis de mesa     | 2         | -        | 2     |
| Tiro              | 5         | 2        | 7     |
| Voleibol          | 16        | -        | 16    |
| Voleibol de praia | 2         | -        | 2     |
| Total             | 91        | 30       | 121   |

## Atletas participantes[2]

### Atletismo
| - Yulenmis Aguilar (lançamento de dardo) - Rose Mary Almanza (800 m) - Edel Amores (4×100 m) - Dailín Belmonte (maratona) - Denia Caballero (lançamento de disco) - Yaniel Carrero (100 m, 4×100 m) - Adrián Chacón (4×400 m) - Williams Collazo (4×400 m) - Sahily Diago (800 m) - Jorge Yadián Fernández (lançamento de disco) - Yirisleydi Ford (lançamento de martelo) - Arialis Gandulla (100 m, 200 m) - Yordani García (decatlo) - José Luis Gaspar (400 m com obstáculos, 4×400 m) - Zurian Hechavarría (400 m com obstáculos) - Roberto Janet (lançamento de martelo) - Yoandys Lescay (400 m, 4×400 m) - Yaniuvis López (lançamento de peso) - Lázaro Martínez (salto triplo) - Maykel Massó (salto em distância) | - Reynier Mena (200 m, 4×100 m) - Yordan O'Farrill (100 m com barreiras) - Liadagmis Povea (salto triplo) - Richer Pérez (maratona) - Pedro Pichardo (salto triplo) - Osmaidel Pellicier (4×400 m) - Yaimé Pérez (lançamento de disco) - Jhoanis Portilla (100 m com barreiras) - Yorgelis Rodríguez (heptatlo) - Reidis Ramos (4×100 m) - Ernesto Revé (salto triplo) - Dayron Robles (110 m com barreiras) - César Yuniel Ruiz (4×100 m) - Yarisley Silva (salto com vara) - Roberto Skyers (200 m, 4×100 m) - Leonel Suárez (decatlo) - Lisneidy Veitía (800 m) - Saily Viart (lançamento de peso) - Leandro Zamora (400 m com obstáculos) |

### Badminton
- Osleni Guerrero

### Boxe
| - Lázaro Álvarez (-60 kg) - Joahnys Argilagos (-49 kg) - Roniel Iglesias (-69 kg) - Julio César La Cruz (-81 kg) - Arlen López (-75 kg) | - Leinier Peró (+91 kg) - Robeisy Ramírez (-56 kg) - Erislandy Savón (+91 kg) - Yasnier Toledo (-64 kg) - Yosbany Veitía (-52 kg) |

### Canoagem
- Fernando Dayán (C2 1000 m)
- Jorge García (K2-1 000 m)
- Yusmari Mengana  (K1 200 m y K1 500 m)
- Reinier Torres (K2 1000 m)
- Serguey Torres  (C2 1000 m)
- Fidel Vargas (K1 200 m)

### Esgrima
- Yohandi Iriarte (sabre)

### Ginástica
- Marcia Videaux (concurso completo)
- Manrique Larduet (concurso completo)
- Randy Lerú (concurso completo)

### Halterofilismo
- Marina Rodríguez (63 kg)
- Yoelmis Hernández (85 kg)

### Judô
| - José Armenteros (-100 kg) - Yalennis Castillo (-78 kg) - Mariset Espinosa (-63 kg) - Magdiel Estrada (-73 kg) - Alex García Mendoza (+100 kg) | - Asley González (-90 kg) - Dayaris Mestre (-48 kg) - Idalis Ortiz (+78 kg) - Iván Felipe Silva (-81 kg) |

### Luta
| - Yowlys Bonne (58 kg, livre) - Ismael Borrero (59 kg, greco-romana) - Javier Cortina (97 kg, livre) - Yurisandy Hernández (75 kg, greco-romana) - Liván López (74 kg, livre) | - Mijaín López (130 kg, greco-romana) - Yasmany Lugo (98 kg, greco-romana) - Miguel Martínez (66 kg, greco-romana) - Reineris Salas (86 kg, livre) - Alejandro Valdés (65 kg, livre) |

### Ciclismo
- Arlenis Sierra (estrada)
- Lisandra Guerra (velocidade e keirin)
- Marlies Mejías (ómnium)

### Natação
- Elisbet Gámez (200 m livre)
- Luis Vega Torres (400 m quatro estilos)

| Atleta           | Prova        | Eliminatórias | Eliminatórias | Semifinal | Semifinal | Final       | Final       |
| Atleta           | Prova        | Tempo         | Pos.          | Tempo     | Pos.      | Tempo       | Pos.        |
| ---------------- | ------------ | ------------- | ------------- | --------- | --------- | ----------- | ----------- |
| Luis Vega Torres | 400 m medley | 4:27,27       | 26º           | —         | —         | Não avançou | Não avançou |

### Pentatlo moderno
- José Ricardo Figueroa
- Leydi Moya

### Remo
| - Ángel Fournier (skiff individual) - Licet Hernández (skiff duplo leve) - Raúl Hernández Hidalgo (skiff duplo leve) - Yislena Hernández (skiff duplo leve) | - Adrián Oquendo (skiff duplo) - Eduardo Rubio Rodríguez (skiff duplo) - Liosbel Hernández (skiff duplo leve) |

### Taekwondo
- Rafael Alba

### Tênis de mesa
- Andy Pereira (individual)
- Jorge Moisés Campos (individual)

### Tiro
| - Eglys de la Cruz (Rifle 3 posições 50 m) - Reinier Estopiñán (rifle tres posições 50 m) - Jorge Grau Portrillé (pistola 50 m) - Alexander Molerio (rifle 3 posições 50 m) | - Dianelys Pérez (rifle 3 posições 50 m) - Leuris Pupo (pistola rápida de fogo 25 m) - Juan Miguel Rodríguez (skeet) |

### Voleibol
- Seleção cubana de voleibol masculino

### Voleibol de praia
- Nivaldo Díaz
- Sergio González